# Antoinette Duclaire
Antoinette Duclaire, dite Netty, est une militante féministe, activiste politique et journaliste haïtienne née le 31 octobre 1987 à Chantal, non loin des Cayes, et assassinée dans la nuit du 29 au 30 juin 2021 à Port-au-Prince.

## Biographie

### Études et carrières
Antoinette Duclaire, née en 1987, fait ses études classiques chez les sœurs immaculée Sainte-Jeanne de Chantal et au Collège Saint-Jean des Cayes. Elle étudie l'anthropo-sociologie à la faculté d’ethnologie de l'Université d'État d'Haïti et commençait des études en sciences juridiques à la Faculté de droit et de sciences économiques. Elle travaille comme consultante dans plusieurs institutions et collabore à la Radio Télé Pacific; elle est aussi animatrice de l’émission Ti Bat Bouch sur la Radio Sans Frontière. Elle est membre de plusieurs associations telles que Matris Liberasyon, Nou Pap Dòmi, Solidarité des femmes haïtiennes journalistes (SOFEHJ), Solidarité actives à la lutte des consommateurs haïtiens (SALCONH). Elle est aussi cofondatrice et PDG d’un média en ligne, La Repiblik Magazine, et membre de la coordination du groupe RADI.

### Assassinat
Âgés de 33 ans, les journalistes Diego Charles et Antoinette Duclaire sont abattus dans la nuit de mardi 29 à mercredi 30 juin 2021 par des individus armés, rue Acacia, à Christ-Roi. Netty Duclaire est assassinée au volant d’un véhicule. Selon un communiqué du Réseau national de défense des droits humains, elle a reçu sept balles. Environ 13 morts sont comptés à cette même date à Delmas,,.
En sa mémoire et de celle de Diego Charles, des associations de journalistes et Radio Vision 2000 célèbrent une messe de requiem samedi 17 juillet, et le dimanche 18 juillet au  Centre Penn d'Haïti, la Solidarité des Femmes Haïtiennes Journalistes (SOFHEJ) célèbre a titre hommage la vie d’ Antoinette Duclaire. Un dernier hommage est rendu à Antoinette Duclaire par le groupe "Zèklè Gwoup Fanm nan Sid" le lundi 19 juillet 2021.
Elle reçoit à titre posthume en 2022 le prix Fanm Angaje pou Ayiti à l'occasion de la journée internationale des femmes du 8 mars,.